# Yau Ma Tei Fruit Market

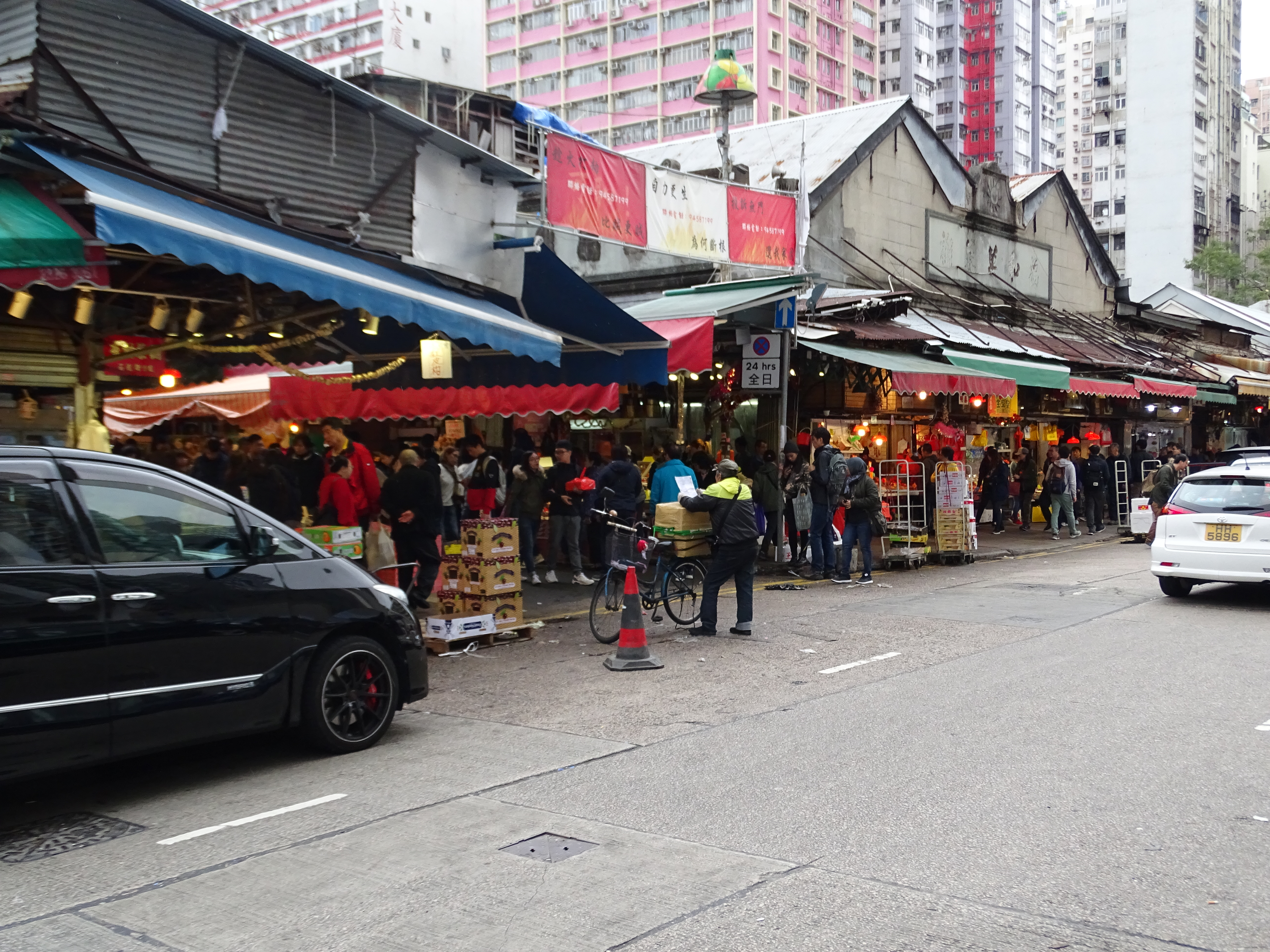
Yau Ma Tei Fruit Market

Ovocný trh Yau Ma Tei Fruit Market (čínsky 油 麻 地 果 欄), známý také jako Kowloon Wholesale (Fruit) Market (Kau-lunský velkoobchod s ovocem) nebo Yau Ma Tei Wholesale Fruit Market (velkoobchod s ovocem Yau Ma Tei), se nachází v okrese Yau Ma Tei, Kowloon, Hongkong.
Trh je ohraničen ulicemi Ferry Street, Waterloo Road und Reclamation Street (a jednou ulicí beze jména). Další historický objekt, divadlo Yau Ma Tei Theatre, se nachází jen pár metrů přes Reclamation Street.

## Historie
Trh s ovocem v Yau Ma Tei byl postaven a otevřen v roce 1913. Původní název byl Government Vegetables Market (政府 蔬菜 市場). Zatímco se na trhu původně  prodávalo pouze ovoce a zelenina, usadili se na trhu ve 30. letech 20. století také obchodníci s rybinou, prodávala se drůbež a další potraviny.
V polovině 60. let se přesunul obchod se zeleninou a rybami na nově otevřený velkoobchodní trh se zeleninou Cheung Sha Wan Wholesale Vegetable Market (長沙灣蔬菜批發 市場) a velkoobchodní trh s rybinou Cheung Sha Wan Wholesale Fish Market (長沙灣魚類批發市 場). Trh Yau Ma Tei se poté specializoval výhradně na ovoce.

## Vzhled, charakter trhu
Areál trhu se od prosince 2009 nachází v seznamu historických budov státního úřadu pro památky (Antiquities and Monuments Office) jako objekt kategorie II. Trh hraje důležitou roli při zásobování Kowloonu. V letech 2014 až 2015 se zde prodalo 317 000 tun ovoce, což je přibližně 47 procent z celkového množství ovoce prodaného v Hongkongu během této doby. Na trhu o celkové ploše 14 000 čtverečních metrů se nachází v průměru asi 250 obchodníků.
Stánky na trhu mají jedno až dvě patra. Horní místnosti se dnes již nepoužívají jako byty, ale jako sklady a hygienická zařízení. Prodejní stánky jsou vyrobeny z cihel a kamene. Většina chodeb v trhu je zastřešena nebo lemována arkádami.

Ovocný trh v Yau Ma Tei
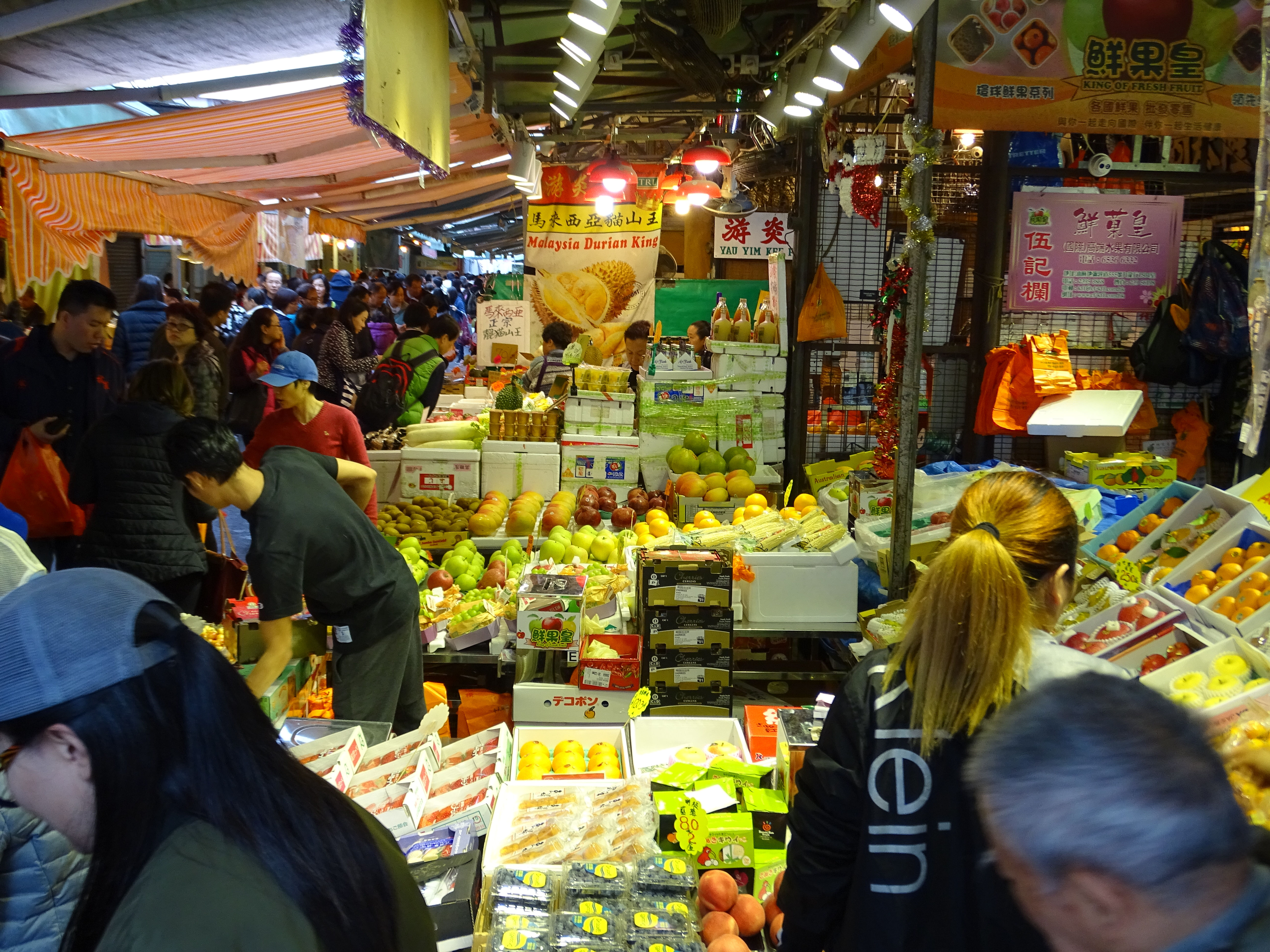
Stánky uvnitř trhu
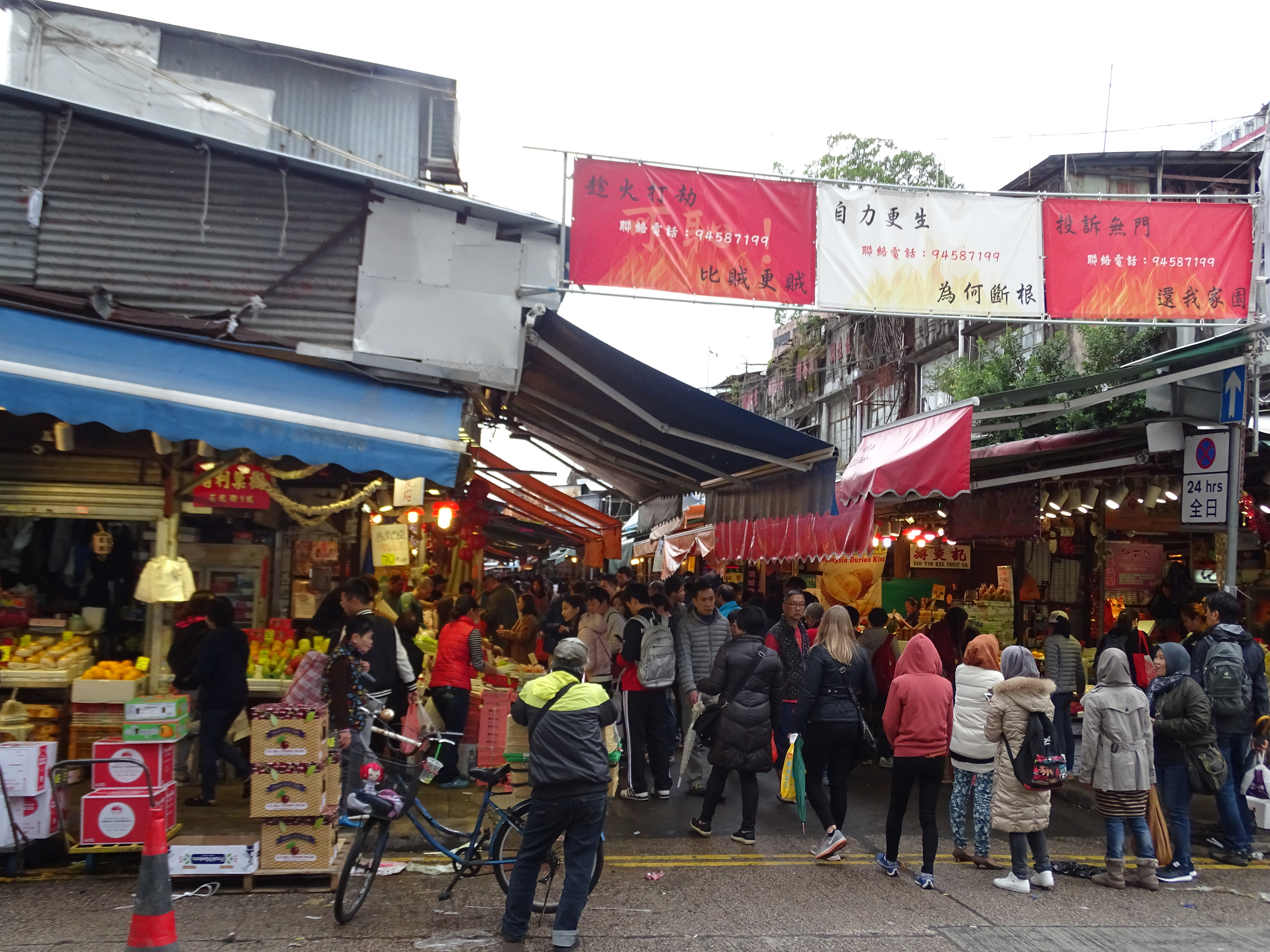
Vchod z Reclamation Street

## Spor o lokalitu trhu
Mimo zásobování obyvatelstva je trh Yau Ma Tei Fruit Market také velkoobchodem a dodává ovoce dalším maloobchodníkům. O to intenzivnější je proto provoz i během problematických hodin, zejména nočních. V průběhu let obdržely úřady skutečně četné stížnosti na hluk, zejména v nočních hodinách, na problémy s dopravou a hygienou ap. Již v  roce 1969 navrhla hongkongská výkonná rada (Executive Council) vládě, aby uvažovala o přesunu trhu na jinou lokalitu. To bylo také diskutováno, po roce 2007 pak intenzivněji, všechny alternativy však narážejí na silný odpor: obchodníci se obávají finančních výdajů, a existuje také obava, že pro trh důležitá tradiční komunita by zanikla. Dosavadní řešení proto dosud spočívaly v různých změnách silničního vedení, zklidnění provozu ap.